# Classe Luigi Durand de la Penne
I cacciatorpediniere lanciamissili (DDGH) della classe Luigi Durand de la Penne (in fase di costruzione denominata Classe Animoso) chiamata anche Classe Ammiragli, già Classe Super Audace (per sottolineare la derivazione con i DDG della Classe Audace), sono potenti unità missilistiche della Marina Militare costruiti in due unità ed entrati in servizio durante i primi anni novanta per sostituire le unità della Classe Impavido andate in disarmo. Dispongono di sistemi d'arma per la lotta antiaerea, lotta antinave, lotta antisommergibile e per il bombardamento a lungo raggio.

## Armamento
Il sistema d'arma primario è costituito da un lanciatore a rampa singola Mk 13 capace di lanciare missili antiaereo e antimissile della serie SM-1MR. Tuttavia l'obsolescenza di tale sistema unito al mancato acquisto di versioni successive o alla sostituzione con VLS, comporterà nell'immediato futuro la conversione delle due navi della classe in fregate missilistiche e la perdita della capacità di lotta antiaerea a lungo raggio. L'ulteriore armamento è costituito da un lanciatore Albatros ad 8 celle per missili a corto raggio Aspide (versione sviluppata dall'Alenia a partire dal Sea Sparrow americano), 4 Teseo MK2 per ASuW. L'armamento artiglieresco è composto da un cannone 127/54 mm Compatto capace di sparare munizioni VULCANO e da tre cannoni 76/62 mm Super Rapido, della Oto Melara. La difesa ASW è assicurata dal sistema Milas, da due complessi trinati per siluri da 324 mm MU 90 e dagli elicotteri AB-212 ASW.

## Sistemi elettronici
I sensori principali sono un radar 3D a lungo raggio Selex RAN 40L, installato nel 2008 in sostituzione del Raytheon SPS-52C, un radar di ricerca di superficie e aerea Selex RAN 10S, un radar di ricerca aerea Selex MM/SPS-702 e due illuminatori Raytheon AN/SPG-51D per i missili Standard.

## Propulsione
La propulsione è di tipo CODOG (COmbined Diesel Or Gas), un sistema che utilizza un motore diesel per le velocità di crociera e una turbina a gas per la velocità massima. Questo poiché la turbina a gas ha un elevato consumo di carburante, accettabile solo durante gli spunti ad alta velocità, mentre la velocità di pattugliamento viene assicurata dal motore diesel.

## Unità della classe
- Luigi Durand de la Penne (D 560)
- Francesco Mimbelli (D 561)

Le due unità, che portano il nome di due Medaglie d'oro al Valor Militare della seconda guerra mondiale, sono assegnate alla base di Taranto inquadrate nella 2ª Divisione Navale.

## Galleria d'immagini

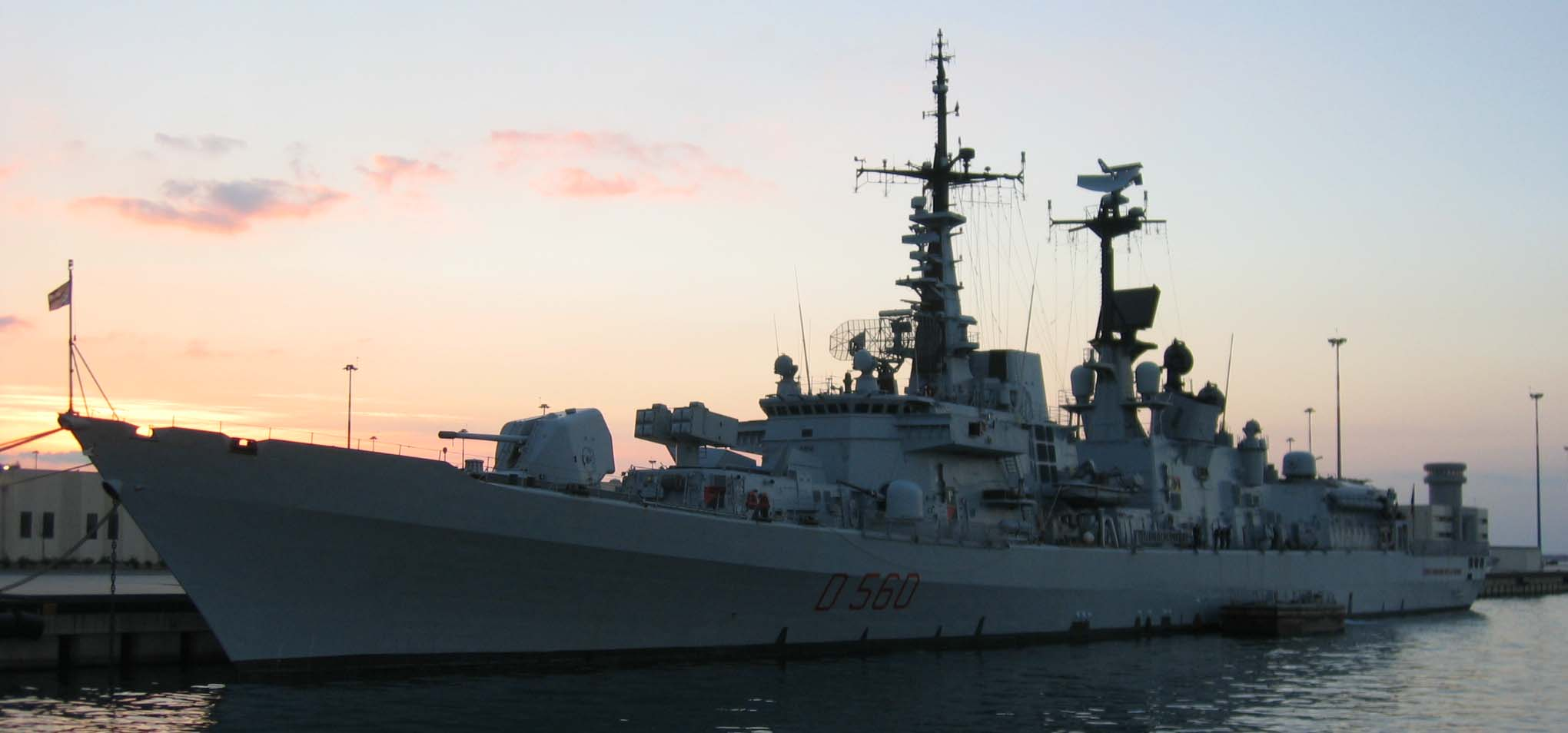
Il Durand De La Penne  nella base di Taranto
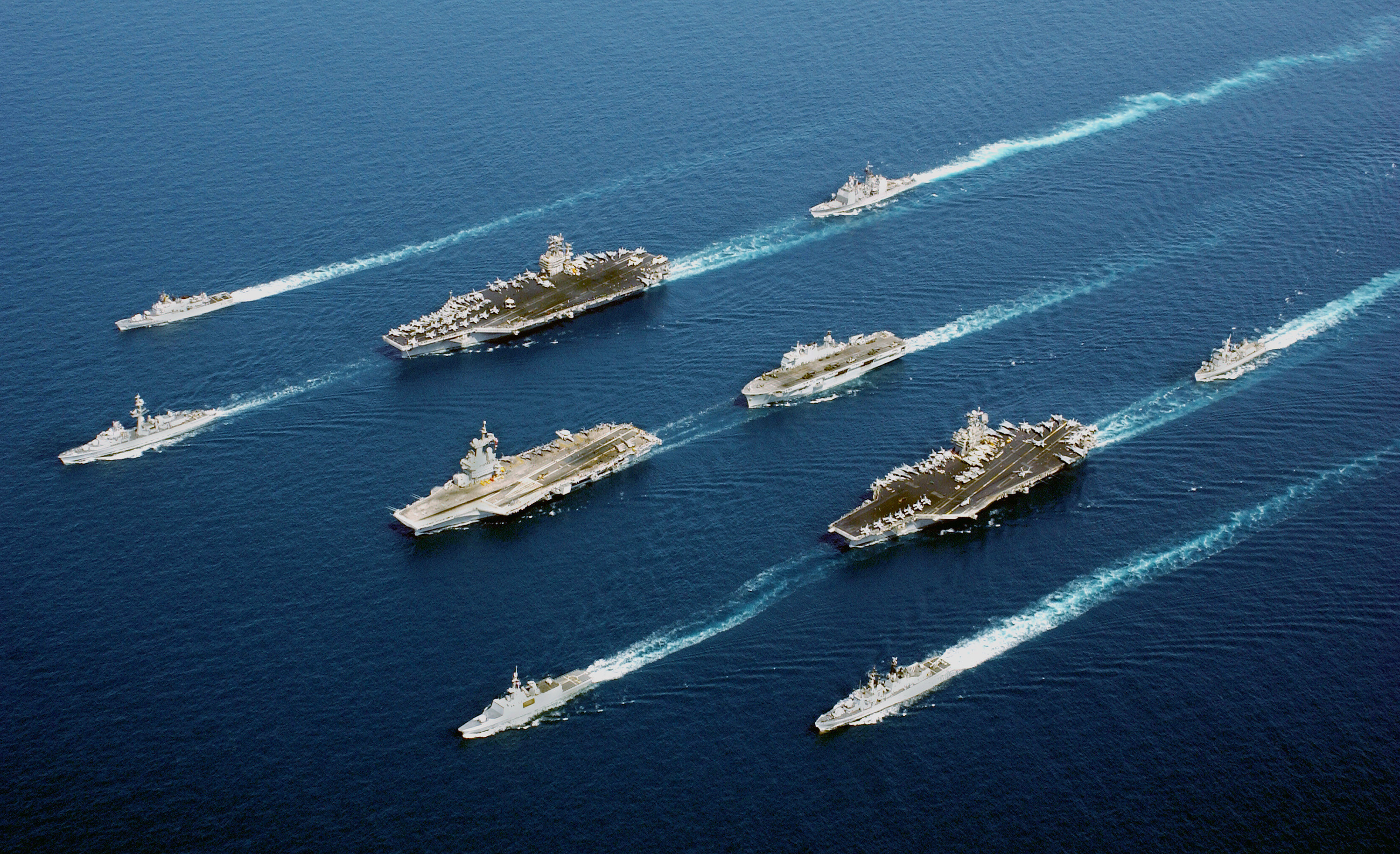
Unità navali partecipanti a Enduring Freedom; il Durand de la Penne è l'ultimo in basso